# Rein Tootmaa
Rein Tootmaa (* 3. März 1957 in Tõrva) ist ein estnischer Schriftsteller und Kritiker.

## Leben
Rein Tootmaa ging von 1964 bis 1975 in Tõrva zur Schule und studierte von 1975 bis 1980 an der Universität Tartu Estnische Philologie. Nach seinem Studienabschluss arbeitete er zwei Jahre als Redakteur im Bibliothekswesen und war von 1982 bis 1985 Lehrer für Estnisch und Literatur in Kingissepa. Von 1985 bis 1992 war er Direktor des Filmarchivs von Saaremaa. Danach war er freiberuflicher Mitarbeiter bei verschiedenen Zeitungen.

## Werk
Rein Tootmaa debütierte 1980 mit Kurzgeschichten in der Zeitung Edasi und veröffentlichte 1987 seine erste Sammlung mit Kurzgeschichten. Ein Kritiker zog Vergleiche zu den „drei großen „V“s der zeitgenössischen estnischen Literatur (Vabing, Valton, Vint)“ und konstatierte vor allem Einfluss von Valton, anderen fiel die Häufigkeit des Traummotivs auf, „als suchte der Autor … eine Wahrheit im menschlichen Leben, die sich nur durch einen Zerrspiegel durch das Groteske des Traumes, finden läßt.“
Bei den folgenden Bänden war die Bewertung etwas zurückhaltender. Sein zweites Buch wurde als „politisch engagiert“ charakterisiert, aber nicht unbedingt gelobt, und sein späteres Werk wurde stellenweise als „trivial“ bezeichnet.
Tootmaa ist auch ein produktiver Literaturkritiker, der „anfangs in ästhetischer Hinsicht hitzig war, später aber etwas zahmer“ wurde.

## Bibliographie
- Klaverimängupüha [Klavierspielfest]. Eesti Raamat, Tallinn 1987.
- Seal selle laia välja taga [Dort hinter dem großen weiten Feld]. Eesti Raamat, Tallinn 1991, rezz Lng 2/1992, S. 280–281.
- Tulnukad ja kratid [Fremdlinge und Schrate]. Virgela, Tallinn 1997. rezz Lng 8/1997, S. 1145.
- Teekond haaremisse [Reise in den Harem]. EKSA, Tallinn 2002.
- Teekond haaremisse II [Reise in den Harem II]. EKSA, Tallinn 2003.
- Filtrita "Camel" [Camel ohne]. EKSA, [Tallinn] 2012.

## Übersetzungen ins Deutsche
Von Tootmaa sind mehrere Geschichten kurz nach Erscheinen ins Deutsche übersetzt worden:
- Augustmorgen [estn. Augustikuu hommikud] – Das Klavierspielfest [estn. Klaverimängupüha] – Wir schauen in Tannenwipfel [estn. Me vaatame kuuselatvu], übersetzt von Aet Bergmann, in: Estonia. 2/1988, S. 56–61.
- Herr Jakobs [estn. Härra Jakobs], übersetzt von Axel Jagau, in: Estonia. 3–4/1990, S. 117–122.
- Eine Camel ohne Filter [estn. Filtrita ‚Camel‘], übersetzt von Aet Bergmann, in: Rein Tootmaa: Filtrita "Camel". Eesti Keele Sihtasutus, Tallinn 2012, S. 29–30.

## Sekundärliteratur
- Aet Bergmann: Vielversprehendes Debüt. In: Estonia. 4/1987, S. 176–177.
- Arno Oja: Salamandrit püüdmas. In: Keel ja Kirjandus. 2/1988, S. 119–120.
- Jaanus Adamson: Õige triviaalne. In: Looming. 10/2002, S. 1586–1589.
- Tiit Kändler: Mis on laia välja taga? In: Keel ja Kirjandus. 9/1992, S. 570–571.
- Tarmo Teder: Ionesco, Peetrus ja galaktikad. In: Vikerkaar. 8/1992, S. 90–92.
- Jaan Niilus: Poliitika või paranoia? In: Vikerkaar. 9/1997, S. 110–112.